# Giuseppe Grippa
Giuseppe Grippa (* 1744 in Neapel; † nach 1816) war ein italienischer Schriftsteller und Politiker des Königreich Neapel und der Neapolitanischen Republik von 1799.

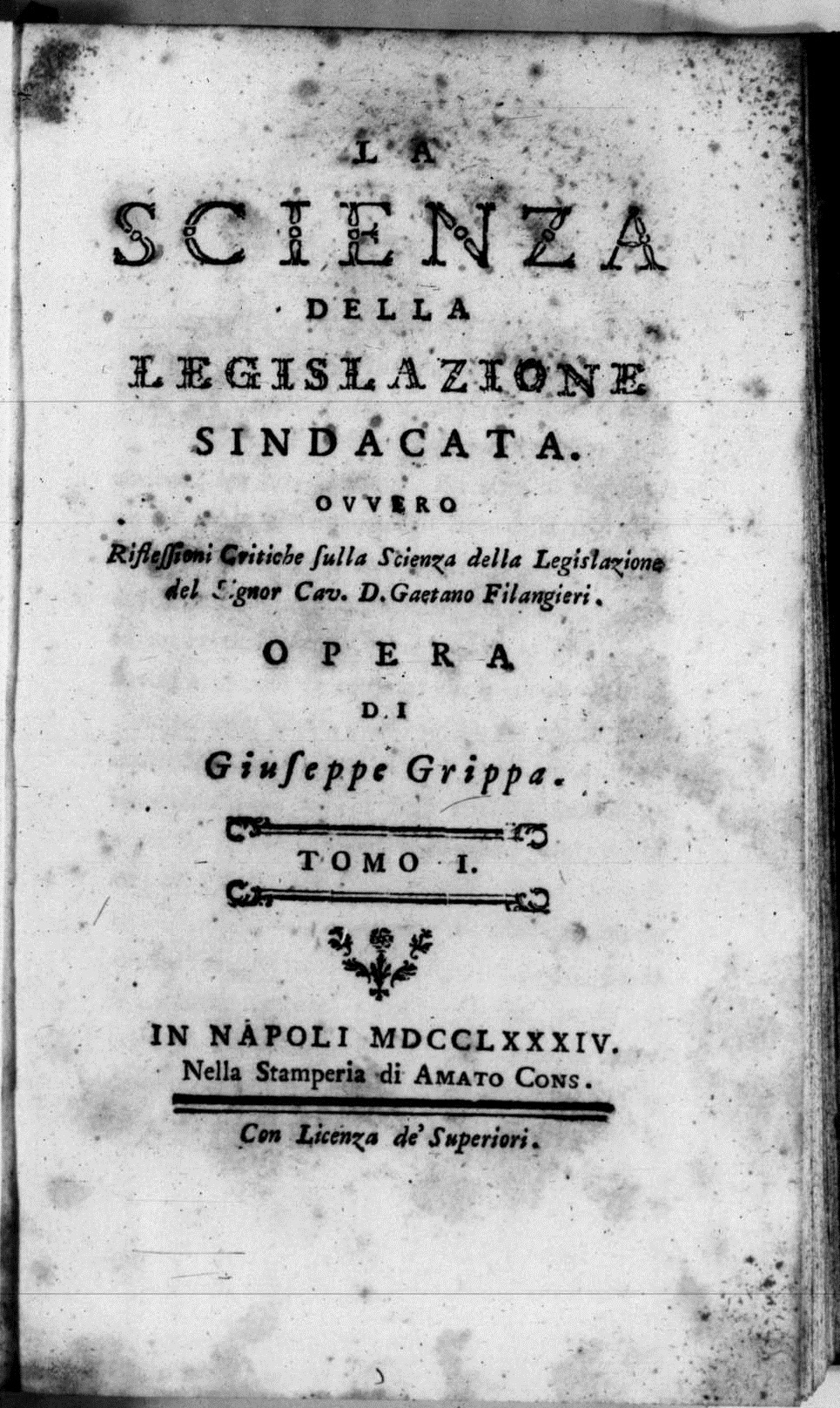
La scienza della legislazione sindacata, 1784

Er verfolgte diverse Interessen, unter anderem im Bereich Wirtschaft, Politik, Mathematik und Astronomie, doch war er in erster Linie bekannt für seine Auseinandersetzungen mit Gaetano Filangieri über die Rolle der Baronie.

## Biografie
Er wurde 1744 in Neapel als Sohn von Francesco Grippa und Antonia Bonanni geboren.
Als der neuen intellektuellen, süditalienischen Bourgeoisie angehörend, interessierte er sich öffentlich für die politischen und wirtschaftlichen Fragen des Königreichs Neapel. Ab 1774  wurde er zum Physik- und Astronomiedozenten an der Scuola regia di Salerno ernannt und wird im Jahr der Gründung 1780 zum Mitglied der Reale Accademia di scienze e belle lettere von Neapel. Im Jahr 1782, zwei Jahre nach der Veröffentlichung von La scienza della legislazione von Gaetano Filangieri, verfasst Grippa eine Streitschrift an den bekannten Philosophen, in der er nicht nur die Notwendigkeit einer konstitutionellen Monarchie in antidespotischen Funktion betonte, sondern auch den Gebrauch der Baronie als Zwischenglied verteidigte. Der Streit wurde auch nach dem Tod Filangieris im Jahr 1788 noch von den Anhängern der beiden weitergeführt. Von 1784 bis 1786 veröffentlichte Grippa sein Werk La scienza della legislazione sindacata; in diesen Jahren erfuhr auch der Rest Europas, durch die Übersetzungen der Werke Filangieris, von der Polemik zwischen ihnen und um die Position Grippas.
Im Jahr 1789 war Grippa einer der Mitbegründer des Magazzino enciclopedico salernitano, der ersten Zeitschrift des Königreichs, die der Provinz Salernos gewidmet war und in einer Linie mit der Position von Antonio Genovesi stand. Mit der Gründung der kurzen neapolitanischen Republik in 1799 änderte Grippa seine Position, wurde er ein hitziger Befürworter ebendieser Republik und bekleidete einige Monate ein politisches Amt. Mit der Rückkehr der bourbonischen Machthaber wurde er zunächst inhaftiert und gelangte schließlich im Exil nach Frankreich. Er begab sich nach Turin, als die Stadt von französischen Truppen besetzt wurde, und begann an der neuen mathematischen Schule in Casale Monferrato zu lehren. Als er schließlich in seine Heimat zurückkehrte, weigerte er sich, seine Karriere als Lehrender wieder aufzunehmen. Stattdessen versuchte er weitere politische Ämter zu bekleiden, jedoch ohne Erfolg.
Er starb im Jahr 1816, das Datum ist unbekannt.

## Werke
- La scienza della legislazione sindacata, vol. 1, Napoli, Amato Cons, 1784.
- La scienza della legislazione sindacata, vol. 2, Napoli, Amato Cons, 1786.